# ビッシング
ボイスビッシング, または ビッシング（英: vishing）とは、主として電話などの音声案内を通じて被攻撃者を誘導する手法。